# Znětínek
Znětínek (en allemand : Snietinek) est une commune du district de Žďár nad Sázavou, dans la région de Vysočina, en République tchèque. Sa population s'élevait à 208 habitants en 2020.

## Géographie
Znětínek se trouve à 10,5 km au sud de Žďár nad Sázavou, à 25,5 km à l'est-nord-est de Jihlava et à 128 km au sud-est de Prague.
La commune est limitée par Pokojov au nord-ouest, par Kotlasy au nord, par Radostín nad Oslavou à l'est, par Pavlov au sud et par Bohdalov à l'ouest.

## Histoire
La première mention écrite de la localité date de 1370.

## Transports
Par la route, Znětínek se trouve à 16,5 km de Žďár nad Sázavou, à 31 km de Jihlava et à 151 km de Prague.